# Георги Лозанов (психолог)
За медийния експерт вижте Георги Лозанов.
Проф. д-р Георги Кирилов Лозанов, д.м.н. (1926 – 2012) е български учен, психиатър, невролог, психолог и педагог, създател на сугестологията, сугестопедията и интегралната психотерапия, известен и като изследовател на Ванга. 

## Биография

### Произход
Роден е на 22 юли 1926 г. в София. Баща му е асистент в Софийския университет, след това училищен инспектор, директор на училище и учител по история, а майка му – юрист. 

### Образование и специализации
Завършва гимназия като първи по успех, учи шест години медицина в Медицински университет – София (тогава Медицинска академия, дипломира се през 1952 г.) и веднага след това три години специализира психиатрия и неврология, като се насочва главно към психотерапията. Подготвя дисертация в БАН и получава специализация по физиология на мозъка. Едновременно с това следва в Софийския университет второ висше образование по педагогика и психология (дипломира се през 1963 г.). Междувременно завършва първите си експерименти по сугестопедия и в тази област защитава дисертация за доктор на науките през 1972 г. През 1981 г. му е присъдено звание старши научен сътрудник I ст. 

### Лекарска практика
По време на специализацията си и след това, общо пет години (1952 – 1957) работи в най-големите психиатрични болници в страната (Бяла и Курило), като последните две години е директор на болницата в Курило. Работи девет години (1957 – 1963) в Градския психоневрологичен диспансер – София, психиатрия с приходящо болни и две години (1963 – 1965) в института за следдипломна квалификация ИСУЛ, където обучава лекари по психотерапия. Едновременно с тези дейности, извън работното си време провежда експериментална работа в БАН върху функциите на мозъка. 
През 1963 г. излиза от печат първото по рода си в България „Ръководство по психотерапия“, което е написано от четирима български психиатри. Авторският колектив е ръководен от проф. Ем. Шаранков, който изготвя първата глава, озаглавена „Психотерапията и нейната същност“, втората глава „Внушението“ е дело на д-р Лозанов, третата глава „Хипнозата“ е написана от д-р Ив. Петров и четвъртата глава „Отреагирането“ е изготвена от д-р Ат. Атанасов.Трудове т.4

В ръководството д-р Лозанов разглежда тези теми: Психология и физиология на внушението, Внушение и самовнушение/убеждение/хипноза, Лекарят и болният, Особености при лекуването с внушение и Показания за лекуване с внушение. Разгледани са различни случаи от практиката на д-р Лозанов. Някои от тях са демонстрирани пред семинар по психотерапия в Градския психоневрологичен диспансер – София, а други пред Научното дружество на психиатрите в София през 1960 г. Трудове т.4, стр.83 – 91
През 1965 г. Лозанов прилага сугестивна, нехипнотична анестезия по време на коремна хирургическа операция. Касае се за 50-годишен пациент с голяма ингвинална херния, който има опасения за сърцето си, ако се използва медикаментозна наркоза. В продължение на 20 дни преди операцията болният е подготвян психически чрез убеждаващи и сугестиращи разговори за безболезненото ѝ протичане, минимална кръвозагуба и съкратен след-оперативен период. Той е знаел през цялото време, че няма да бъде опериран с медикаментозна наркоза, нито с хипноза. 

От оперативния протокол става ясно, че операцията е започнала на 24 август 1965 г. в 9:00 ч. и е продължила 50 минути. Оператор е д-р Иван Калъпов, асистира д-р Веселин Танев, оперативна сестра: Елисавета Виденова, упойка: сугестивна локална анестезия. Д-р Лозанов чрез словесен контакт поддържа упойката. Пациентът разговаря, отговаря адекватно и е в пълно съзнание. След почистване на оперативното поле е направено предварително одраскване със скалпел за проверка на обезболяването, болният не реагира. След това е направен типичният кожен разрез в дясната слабина с дължина 12 см. Кървенето е като при новокаин. Описани са и останалите хирургически манипулации. Прави впечатление, че към края на операцията болният е почувствал остра болка, ето защо, за да не се травмира и с допълнителна сугестивна цел по механизмите на „плацебо“ е поставен 12 куб. см. 0,5% новокаин. В края на операцията пациентът се усмихва и се чувства отлично. След-оперативният период е преминал без абсолютно никакви болки. Конците са свалени пет дни след операцията, раната е в отлично състояние, оздравителният процес върви ускорено. 

Според Лозанов извършената операция с внушение в будно състояние можем да приемем, че е преминала успешно, тъй като в продължение на 50 минути само за около 2 минути се е появила болка – и то на места, на които се появява болка и при обикновена медикаментозна анестезия. Извършената операция доказва, че внушението в будно съзнание при хирургически интервенции може да бъде равно по сила на внушението в хипноза. Трудове т.9 (стр.167 – 170)

Операцията е документирана на филм и е докладвана на Международен психосоматичен конгрес в Рим през септември 1967 г. Външ. препр. т.6, 17:40 – 20:25;Трудове т.14;

Всички тези твърдения не са потвърдени от независими източници.

### Работа като сугестолог
Във връзка с лекарската работа Лозанов достига до изводи в подкрепа на хипотезите за съществуване на значителни по обем и качество резерви на мозъка (неоползотворени функции, които не познаваме) и за възможността да се създадат учебни, лечебни, възпитателни и изобщо комуникативни методи за оползотворяването им. Тези хипотези са опровергани от съвременната наука за мозъка.
Лозанов създава и ръководи 20 години (1966 – 1985) Държавен научноизследователски институт по сугестология, който достига 100 служители щатен персонал и който успява да снабди с най-модерната за времето електрофизиологична лаборатория. Институтът придобива особена популярност, във връзка с проведените в него изследвания на Ванга.   Създава и ръководи 10 години (1985 – 1994) Научен център (факултет) по сугестология и развитие на личността към Софийския университет. Създава и ръководи 6 години в Австрия Научен институт за изследване на ученето. През периода 1966 – 1979 г. д-р Лозанов посещава различни страни по света, негови и в сътрудничество с д-р Е. Гатева трудове са издадени на няколко езика: английски, италиански, немски, шведски. Трудове т.10 и 19
 Американска телевизия заснема интервю, в което той обяснява методиката на сугестопедията. Външ. препр. т.2

### Научна дейност
През 50-те години на ХХ век д-р Лозанов използва хипнозата в своята лечебна и изследователска дейност. Извършва изследвания на хипнотичната възрастова регресия (връщане към минали възрастови и функционални състояния) и наблюдава как след внушени в хипноза детски възрасти, петима негови пациенти възстановяват детския си почерк и начин на рисуване. Той постига и възрастова регресия до 2-дневна възраст и наблюдава неасоциирани движения на очните им ябълки, характерни за новородените. Според него тези феномени не могат да се изиграят или симулират и достига до извода, че най-вероятно механизмите на хипермнезията (свръхприпомнянето) се разширяват непосредствено и върху двигателните функции, и върху по-широки нервни структури (виж и статията Хипноза – „Приложение“). Трудове т.1 и 9
От началото на 60-те години на ХХ век започва да търси безопасни пътища за разкриване на предполагаемите скрити резерви на човешкия мозък/ум, които днес е известно, че не съществуват в този вид. На основата на своите експериментални опити и теоретични проучвания слага началото на науката сугестология, която има за свой предмет един нов тип сугестия. Далеч от хипнозата и клиничното внушение, които се характеризират със своя команден и потискащ свободната и творческа изява на човека характер, при този тип общуване се дава възможност на личността да избира, едновременно разсъдъчно и интуитивно, според своята структура и диспозиция измежду широк спектър от комплексни стимули, които сложно се асоциират, сгъстяват, кодират, символизират и усилват. Изборът става поради външната оркестрация на символите, в съответствие с психофизиологичните закономерности на личността. Стимулите постъпват отвън или възникват в личността не само в тесните рамки на съзнанието, но едновременно и в по-голяма степен – и в различните многобройни нива на парасъзнанието. Периферните перцепции и емоционалните стимули са два основни физиологични механизма, които поради своята важност са широко застъпени в теорията за внушението на д-р Лозанов. Трудове т.11 и 23
От средата на 60-те години на ХХ век д-р Лозанов започва експериментирането и разработването на една здравно-учебна система, сугестопедия, базирана на теорията за внушението. Чрез хармонизиране на учебния процес се десугестират – освобождават участниците в него от наложените социални исторически норми за ограничените възможности на човешкия мозък/ум и едновременно с това се сугестира – стимулира цялата личност – и интересите, и възприятията, и интелектуалната активност, и мотивацията, и креативността и се постига един благоприятен психохигиенен, психотерапевтичен ефект. Трудове т.11 и 23
 Постигнатите резултати са докладвани и на Международната седмица по Психосоматика в Рим през 1967 г. Трудове т.16

Сугестопедията е проучена и от работна група на ЮНЕСКО през 1978 г. (виж и статията Сугестология – „Признание“). 

Най-разпространена в целия свят е сугестопедичната методика за обучение по чужди езици.
През 1966 г. на Държавния научноизследователски институт по сугестология е възложено да изследва феномена Ванга. През следващите пет години в него са извършени анкетни проучвания на 7000 души, които са посетили Ванга. Резултатите са показали, че на 70% от хората тя е познала миналото, настоящето и бъдещето. 
През 1967 г. д-р Лозанов достига до схващането за единен лечебен механизъм, който обуславя ефекта на повечето психолечебни методи (отрегиране, анализ, внушение в будно състояние и в хипноза, убеждение и превъзпитание). Въз основа на това той разработва т.нар. „интегрална психотерапия“, при която се използват максимално възможностите на много от съществуващите психотерапевтични методики, които според него имат и обща сугестивна база. Трудове т.9 (стр.68 – 69) и т.11 (стр.28)

Постигнатите резултати са докладвани на Международната седмица по Психосоматика в Рим през 1967 г. и на Международния конгрес по Групова Психотерапия във Виена през 1968 г. Трудове т.15 и 17;

### Кончина
През 2009 г. Софийският университет издава последната книга на проф. Георги Лозанов, която завършва с думите: 

„С помощта на моите прекрасни и благородни приятели от целия свят, аз направих, каквото можах. Надявам се, че бъдещите поколения ще последват нашите стъпки. Това е перспектива за една нова култура.“ Трудове т.24, стр.219

Книгата е издадена само на английски език в годината предхождаща Международната научна конференция по сугестопедия, проведена през 2010 г. в Сливен, която е последната с участието на проф. Лозанов. Външ. препр. т.4

Проф. Георги Лозанов умира на имения си ден, на 6 май 2012 г., в град Сливен. 

От 2015 г. в България ежегодно се провеждат научни конференции по сугестопедия. През 2016 г. по случай 90-годишнината от рождението на проф. Лозанов, Софийският университет е домакин на международна научна конференция по сугестопедия. Темата на конференцията е: „Безкрайните човешки възможности. Надежда за нова култура на общуване“.Външ. препр. т.4;

### За себе си
„Бях много чувствително дете. Майка ми почина, когато бях на две години. Не я помня, но знаех за нея като личност прекрасни неща. Исках да бъда като нея. От най-ранна възраст и досега винаги при трудни решения се обръщам мислено към нея и тя като че ли ми отговаря.

 Аз знаех и зная, че тя съществува някъде и някак си. Животът ми беше тежък, но с нейната непрекъсната подкрепа, извличах поука и бях най-щастливият човек на земята. Бях на 18 години, когато комунистите дойдоха на власт и ме арестуваха, поставиха ме сам в килия и ме инквизираха всеки ден, защото не съм предал на полицията съществуването на младежка конспирация на мои приятели против тях. Накрая ме освободиха, но ме поставиха под наблюдение. Смених няколко пъти местоживеенето си и адреса си, за да ми загубят дирите, и успях да се запиша в университета. Професор, приятел на семейството на майка ми, успя тихомълком да ме възстанови и да ме изпрати на работа в периферията. Възстанових се, но често попадаха на мен и трябваше да сменям местоработата си или да се справям с безкрай конфликти. Навсякъде ме искаха за работа, но не можеха дълго да ме задържат поради досието ми в полицията. Но откритията ми в областта на умствените резерви станаха известни. ...“

 „... Правителството не искаше да разпространявам в целия свят. То искаше да работя само за България. Спряха ме на границата при служебна командировка за САЩ, взеха ми паспорта и ме поставиха под домашен арест, който продължи 10 години, до промяната през 1989 г. Нямах право да пътувам, спряха ми лекциите в университета и по телевизията, нямах право на писма, нямах право да публикувам, не можех да говоря по телефона с чужбина и т.н. Можех само да се движа между дома и института. През това време имитатори от чужбина предложиха на света разни техни варианти от мое име, които нямаха нищо общо с истинската сугестопедия. Не можех да се защитя, дори нямах пълна информация какво става по света.

 След политическата промяна през 1989 г. отново добих свободата си и обучавах преподаватели и лекари, но не можех много да пиша, защото трябваше да работя за да се издържам. ...“ 

## Трудове
1. Г. Лозанов, „Въпроси на хипносугестията в светлината на учението на И. П. Павлов“, Сп. „Съвременна медицина“, 1955, бр.9, стр. 71 – 76
2. Г. Лозанов, В.Бакалска и И.Петров, „За някои особености на двигателната и речевата функция при задръжни състояния на кората на главния мозък“, Известия на института по експериментална медицина при БАН, 1957, т. II, стр. 567
3. Г. Лозанов, „Диссоциированние движения глазних яблок в физиологическом и гипнотическом сне и теория сна“, Журн. Невропат. и психиатрии, М., IX, 1959, 9, 1095 – 1099
4. Г. Лозанов, Внушението в кн. „Ръководство по психотерапия“, Ем. Шаранков, Г. Лозанов, Ат. Атанасов, Изд. „Медицина и физкултура“, София, 1963, стр. 47 – 91
5. Г. Лозанов, „О физиологических механизмах феномена Белла“, Доклади БАН, 1963, 16, 7, стр. 781
6. Г. Лозанов, „О существовании в подкорие ассоциативних сухпра-нуклеарних центров движения глазних яблок“, Доклади БАН, 1964, 17, 2, стр. 201
7. Г. Лозанов, А. Атанасов, „Психотерапията и културтерапията в психоневрологичните диспансери“, Бюлетин на НИИНП, 1964, 1
8. Г. Лозанов, „Сугестопедията – път към хипермнезия в учебния процес“, Сп. „Народна просвета“, 1966, брой 6, стр. 23 – 41
9. Г. Лозанов, „Сугестология“ – монография, Изд. „Наука и изкуство“, София, 1971
10. Г. Лозанов, Е. Гатева, „Сугестопедично практическо ръководство за преподаватели по чужди езици“, Научноизследователски институт по сугестология, София, 1981 / издадено още на италиански (1983), шведски (1984) и английски (1988) /
11. Г. Лозанов, „Сугестопедия – Десугестивно обучение. Комуникативен метод на скритите в нас резерви“ (Лекционно резюме 1995 – 2004), Университетско изд. „Св. Климент Охридски“, София, 2005, ISBN 954-07-2137-7 (издадено и на английски)
12. Lozanov G., M.Markov und P.Kirchev, Uber eine durch Suggestion in wachem Zustand hervorgerufenen und geheilten Urtikariaanfall, Allergic und Asthma, Leipzig, 1962, Band 8, heft 1, s.40
13. Lozanov G., Deviations from Herring’s law of the movements of the eyeballs, Bulletin of the Physiology Institute, Bulgarian Academy of Sciences, 1966, vol. X, p. 47
14. Lozanov G., Anaesthetisation through suggestion in a state of wakefulness, Acta Med. Psychosomatica, Roma, 1967, p. 339
15. Lozanov G., Integral Psychotherapy, Acta Med. Psychosomatica, Roma, 1967, p. 529
16. Lozanov G., Suggestopedia and Memory, Acta Med. Psychosomatica, Roma, 1967, p. 535
17. Lozanov G., A Common Curative mechanism of Suggestion Underlying All Psychotherapeutical Methods, International Congress of Group Psychotherapy, Vienna, 1968, p. 221
18. Lozanov, G., Zur Frage der experimentallen hypnotischen Regression: „Hypnose – Aktuelle Probleme in Theorie, Experiment und Klinik“; VEB Gustav Fischer Verlag, Jena, 1971
19. Lozanov, G., Suggestology and Outline of Suggestopedy. New York: Gordon and Breach Science Publishers, 1978
20. Lozanov, G., Suggestology and suggestopedia: theory and practice, working document for the UNESCO Expert Working Group on Suggestology and Suggestopedia, Sofia, 1978
21. Lozanov, G. and E.Gateva, The Foreign Language Teacher's Suggestopedic Manual; Gordon and Breach Science Publishers S.A., New York, 1988
22. Gateva, E., Lozanov G., König E., The Return. An English Suggestopedical textbook, St. Kliment Ohridski University Press, Sofia, 1991
23. Suggestopaedia – Desuggestive Teaching. Communicative Method on the Level of the Hidden Reserves of the Human Mind Архив на оригинала от 2015-11-23 в Wayback Machine. (Summary of Lectures 1995 – 2005), Vienna: International Centre for Desuggestology, 2005
24. Lozanov, G., Suggestopedia/Reservopedia Theory and practice of the liberating-stimulating pedagogy on the level of the hidden reserves of the human mind, St. Kliment Ohridski University Press, Sofia, 2009, ISBN 978-954-07-2936-7